# Баща похитител
„Баща похитител“ (на английски: Father Hood) е американски приключенски филм от 1993 г., режисиран от Даръл Рут, с участието на Патрик Суейзи и Хали Бери.

## Актьорски състав
| Роля           | Изпълнител       |
| -------------- | ---------------- |
| Джак Чарлс     | Патрик Суейзи    |
| Катлийн Мърсър | Хали Бери        |
| Кели Чарлс     | Сабрина Лойд     |
| Еди Чарлс      | Брайън Бонсал    |
| Джери          | Майкъл Айрънсайд |
| Рита           | Даян Лад         |
| Лазаро         | Боб Гънтън       |
| Келесте        | Ейдриан Барбо    |

## Заснемане
Филмът е заснет в Лос Анджелис, Калифорния, Hoover Dam, Arizona-Nevada Border, Лас Вегас, Невада, Рио Медина, Тексас и Ню Орлиънс, Луизиана.

## Пускане на филма

### Критична рецензия
Филмът е издаден в Северна Америка на 27 август 1993 г. с неблагоприятни отзиви от критиците. Rotten Tomatoes понастоящем има оценка 10% въз основа на 20 отзива, със средна оценка от 2.8 / 10.

### Бокс офис
Филмът бе открит на 15-о място в северноамериканския бокс-офис, като само за 1 288 806 щатски долара бе открит през уикенда. Най-голямото му освобождаване е 643 киносалони. До края на неговото издание филмът е натрупал $3 418 141 в световен мащаб.

## Български дублажи
| Озвучаващи артисти  | Лидия Вълкова Владимир Пенев Васил Бинев Даниела Сладунова |
| Преводач            | Соня Иванова                                               |
| Режисьор на дублажа | Красимир Куцупаров                                         |

| Озвучаващи артисти | Петя Миладинова Силви Стоицов |